# Hollnseth
Hollnseth község Németországban, Alsó-Szászországban, a Cuxhaveni járásban. Lakosainak száma 849 fő (2023. december 31.).